# هجوم دوبرينيا بقذائف الهاون
هجوم دوبرينيا بقذائف الهاون كان مجزرة وقعت في الساعة 10:20 صباحا. في 1 يونيو 1993 في دوبرينيا إحدى ضواحي غرب سراييفو في البوسنة والهرسك. تم إطلاق قذيفتي هاون من مواقع يسيطر عليها الصرب أصابت ملعب كرة قدم حيث كان الشباب يخوضون مباراة مرتجلة في اليوم الأول من عطلة المسلمين عيد الأضحى. وحضر ما يقرب من 200 شخص لمشاهدة المباراة. وقدرت الأمم المتحدة العدد الرسمي للقتلى الناجمين عن هجوم الهاون بـ 13 (نشرت التقارير الإخبارية في ذلك الوقت أعداد تراوحت بين 11 و15 قتيل) مع 133 جريح. في ذلك الوقت كان هذا الحدث الأكثر دموية بين المدنيين منذ أن فرضت الأمم المتحدة عقوبات ضد جمهورية يوغوسلافيا الاتحادية قبل عام واحد.